# Mazzarrone
Mazzarrone település Olaszországban, Szicília régióban, Catania megyében. Lakosainak száma 3965 fő (2023. január 1.). Mazzarrone Caltagirone, Chiaramonte Gulfi, Acate és Licodia Eubea községekkel határos.

## Népesség
A település lakossága az elmúlt években az alábbi módon változott:
| Lakosok száma | 4077 | 4083 | 3965 |
|               | 2017 | 2018 | 2023 |